# Бурое сено
Бу́рое се́но — одна из двух основных разновидностей сена, получаемая в процессе дополнительного самонагревания растительной массы под действием так называемых термогенных бактерий, а не просто в результате сушки на открытом воздухе.

## Процесс получения
В отличие от заготовки обыкновенного зелёного сена, при которой в первую очередь обращают внимание на то, чтобы скошенная трава достаточно высохла, что достигается надлежащей просушкой её на самом сенокосе, с последовательным переворачиванием — сеноворошением и постепенным сгребанием сначала в малые кучи — копны, копицы, копёнки, а потом в большие — стога, бурое сено получается из недостаточно просохшей скошенной травы. Технология получения бурого сена вместо зелёного применяется при возникновении трудностей в ходе просушки сена, в особенности если во время его уборки бывает ненастная сырая погода, чтобы «не сгноить» собранного сена, складывая его в стога не вполне высушенным. С этой целью, дав скошенной траве немного привянуть при хорошей погоде день-два, складывают её полупросушенной в широкие стога с диаметром основания не менее трёх сажен. Укладка производится тонкими слоями, толщиной в четверть аршина, причём каждый слой утаптывается ногами как можно сильнее и равномернее. Сложивши стог высотой 2—3 сажени, прикрывают его от вершины до основания соломой.
По прошествии 9—10 часов после складки сено внутри стога, вследствие происходящего там брожения, начинает мало-помалу согреваться, и через несколько дней это самосогревание доходит до того, что из стога начинают выделяться пары и нет возможности вложить в него руку, причём на далёкое расстояние распространяется характерный запах, похожий на запах свежеиспечённого хлеба или печёного яблока. Вскоре за тем брожение и теплота начинают постепенно уменьшаться, а через 6—8 недель совершенно прекращаются и трава, высохнув от согревания, превращается в сено бурого цвета.
Умело приготовленное описанным способом бурое сено представляет собой твёрдую, очень плотную массу, которую при выдаче в корм приходится разрезать на части острой лопатой, косой или особо изготовленными для этого сенными ножами. Оно имеет приятный запах, легко сохраняется довольно продолжительное время, не подвергаясь порче, и охотно съедается животными, особенно коровами и овцами.
Таким образом, при приготовлении бурого сена вся задача заключается в том, чтобы трава была сложена в стог в надлежащее время, не слишком сырой, но и не вполне сухой, чтобы она была максимально плотно утоптана и чтобы ни в основании стога, ни между слоями травы не было положено ничего рыхлого, как, например, солома. При несоблюдении этих условий вместо бурого сена получится заплесневевшее или обуглившееся обыкновенное сено, непригодное для корма скота.
Для получения бурого сена также используется отава.